# Žilinská pahorkatina
Žilinská pahorkatina je geomorfologický podcelek Žilinské kotliny.

## Vymezení
Rozkládá se v centrální části Žilinské kotliny a zabírá oblast města Žilina a mírně zvlněnou krajinu západním, jižním a východním směrem. Na severu hraničí s podcelkem Kysucké bradlá, patřícím do Kysucké vrchoviny, západněji na krátkém úseku s Nízkými Javorníky, které jsou součástí Javorníků. Západ ohraničují Súľovské vrchy s podcelky Manínska vrchovina, Súľovské skály a Skalky, jižním směrem pokračuje Žilinská kotlina podcelkem Rajecká dolina. Jihovýchodní okraj vymezuje výrazný okraj Malé Fatry, konkrétně podcelku Lúčanská Fatra a na východě navazuje Varinské podolie.

## Vodstvo
Východo-západním směrem protéká územím řeka Váh, do které v Žilině ústí řeky Kysuca a Rajčanka. Ve východní části pahorkatiny je vybudována Žilinská přehrada s rostoucím rekreačním využitím.

## Osídlení
Území pahorkatiny je osídleno již od doby kamenné, což dokládá množství nálezů na území Žiliny i v okolních obcích. Nachází se zde Žilinsko-martinská aglomerace, v níž žije okolo 110 tisíc obyvatel.

## Památky
Hustě urbanizované území nabízí řadu atraktivních lokalit, mezi nimi hrady Lietavský, Budatínský a hrad Strečno, kostel svatého Štěpána Krále v Žilině, dřevěný Kostel svatého Jiří v Trnovém, či Katedrálu Nejsvětější Trojice v Žilině.

## Doprava
Žilina ležící na křižovatce cest z východu, severu, západu i jihu byla odedávna významným dopravním uzlem. Po vybudování silnic údolími řek ve středověku a později i železnice se tyto komunikace křižovaly právě v Žilině. Současné koridory nadnárodního významu obcházejí centrum města. Jižním okrajem pahorkatiny se buduje dálnice D1 (Bratislava - Trenčín - Žilina - Ružomberok - Košice), na severozápadě vede dálnice D3 na Kysuce a do Polska. Městem vedou mezinárodní silnice E 50, E 75 a E 442 a křižují se zde silnice I/11, I/18, I/60, I/61 a I/64. V železniční stanici Žilina se křižují tratě z Bratislavy, Rajce, Ostravy a Košic.